# Lluís Marin Tarroch
Lluís Marin Tarroch (né le 12 octobre 1988 à Andorre-la-Vieille) est un snowboardeur andorran spécialiste de snowboardcross.

## Carrière
En 2009, il commence sa carrière au plus haut niveau participant à la Coupe du monde et à ses premiers Championnats du monde à Gangwon (il finit quinzième). En 2010, il se qualifie pour les Jeux olympiques de Vancouver où il est désigné porte-drapeau de son pays et ne passe pas la barrière des qualifications (34e). En février 2012, il prend la cinquième place du cross disputé à Blue Mountain puis le mois suivant, en terminant troisième à Valmalenco, il atteint son premier podium en Coupe du monde. 
En janvier 2014, il se blesse à l'épaule dans une course en Andorre, ce qui le contraint à réviser ses ambitions à la baisse pour les Jeux olympiques de Sotchi, lui qui espérait décrocher la première médaille olympique pour son pays. Il termine vingt-cinquième de la compétition, étant éliminé en huitièmes de finale. Il termine huitième des Championnats du monde 2015.